# Lobo-de-hokkaido
O lobo-de-hokkaido (Canis lupus hattai), também conhecido com Lobo Ezo, é uma das subespécies de Canis lupus extinta. Este lobo habitava na ilha de Hokkaido, no Japão, de onde era endêmico. A subespécie foi considerada oficialmente extinta em 1889.
A extinção do Lobo Ezo se deve a uma série de fatores, dos quais estão, a expansão da pecuária, a redução de seu habitat natural, o extermínio por parte dos humanos e as doenças contagiosas, como a Raiva. 
Há relatos de pessoas que alegam terem visto alguns exemplares do Lobo-de-hokkaido nas montanhas japonesas, porém, não há nenhuma comprovação científica para os avistamentos.